# Asociación Latinoamericana de Sociología
La Asociación Latinoamericana de Sociología (ALAS) es una asociación fundada en 1950, durante la realización del Primer Congreso Mundial de la ISA (International Sociological Association) en Zúrich, Suiza.
ALAS realiza su primer congreso en 1951 en Buenos Aires, Argentina, en donde se aprueban sus primeros estatutos, siendo la primera asociación de sociólogos de carácter regional. Es miembro colectivo de la ISA y del Instituto Internacional de Sociología.
En 1950, un grupo de sociólogos latinoamericanos fundó en Zürich la Asociación Latinoamérica de Sociología, durante su reunión en el Primer Congreso Mundial de Sociología organizado por la Association International de Sociologie -posteriormente International Sociological Association (ISA). Para el siguiente año ya se celebraba el primer congreso de la asociación en Buenos Aires, y se había designado a Alfredo Poviña como presidente de la ALAS.
La fundación de la asociación fue el parteaguas entre los primeros pasos de la institucionalización de la disciplina en la región latinoamericana y la posterior configuración de la sociología como proyecto regional. Durante este periodo de formación e impulso, diversos fueron los instrumentos para el debate y la revisión de la sociología latinoamericana, desde la fundación de los primeros institutos especializados en ciencias sociales hasta la conformación de las primeras publicaciones como Sociología, de San Pablo (1939), y la Revista Mexicana de Sociología (1939).
Sus miembros fundadores fueron Alfredo Poviña y Rodolfo Tecera del Franco (Argentina), José Arthur Ríos (Brasil), Rafael Bernal Jiménez (Colombia), Astolfo Tapia Moore y Marcos Goycolea (Chile), Luis Bossano y Ángel Modesto Paredes (Ecuador), Roberto MacLean y Estenós (Perú) y Rafael Caldera (Venezuela).

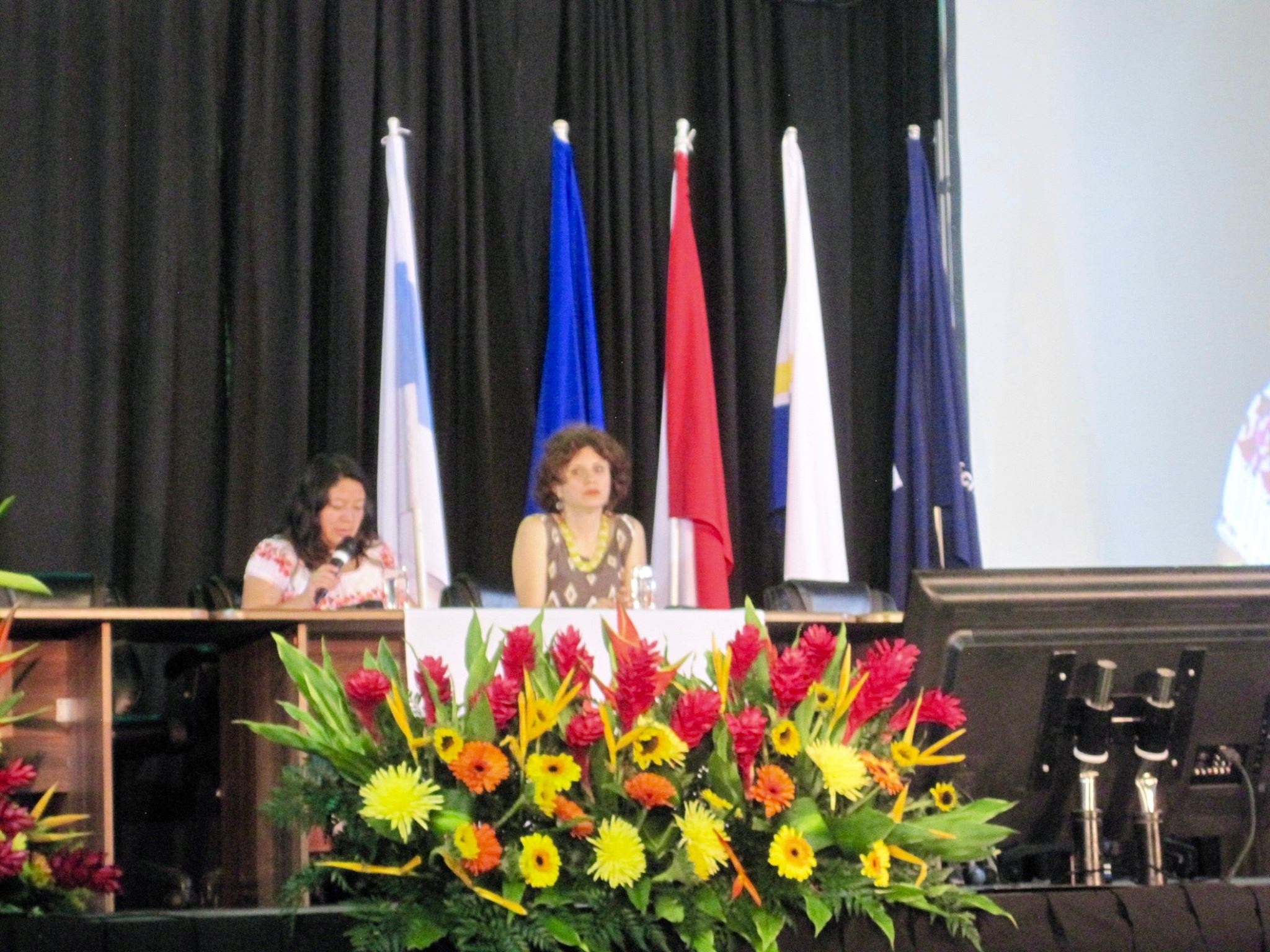
Ponencia en el Congreso ALAS 2015 en San José, Costa Rica

ALAS agrupa a los sociólogos o cientistas sociales que se dedican a la investigación, docencia y difusión del conocimiento científico de la realidad social, económica, política o cultural de Latinoamérica. Para ello realiza un Congreso cada 2 años. Que además, constituida como Asamblea General por los socios de la ALAS presente en el Congreso, elige una Comité Directivo. El cual está integrado por un Presidente, Vicepresidente, Secretario Permanente y 5 integrantes.

## Congresos de ALAS
- I - Buenos Aires (Buenos Aires) - 1951
- II - Río de Janeiro (Brasil) - 1953
- III – Quito (Ecuador) – 1955
- IV - Santiago (Chile) - 1957
- V – Montevideo (Uruguay) - 1959
- VI - Caracas (Venezuela)- 1961
- VII - Bogotá (Colombia) - 1964
- VIII - San Salvador (El Salvador) - 1967
- IX – México D.F. (México) - 1969
- X - Santiago (Chile) - 1972
- XI - San José (Costa Rica) - 1974
- XII – Quito (Ecuador) - 1977
- XIII - Ciudad de Panamá (Panamá) - 1979
- XIV - San Juan (Puerto Rico) – 1981
- XV – Managua (Nicaragua) - 1983
- XVI -Río de Janeiro (Brasil) - 1985
- XVII – Montevideo (Uruguay) - 1987
- XVIII - La Habana (Cuba) - 1991
- XIX Caracas (Venezuela) - 1993
- XX - México D.F. (México) - 1995
- XXI - São Paulo (Brasil) - 1997
- XXII - Concepción (Chile) - 1999
- XXIII - Guatemala (Guatemala) - 2001
- XXIV – Arequipa (Perú) - 2003
- XXV - Porto Alegre (Brasil) - 22 al 26 de agosto de 2005
- XXVI - Guadalajara (México) - 13 al 18 de agosto de 2007
- XXVII - Buenos Aires (Argentina) - 31 de agosto al 4 de septiembre de 2009
- XXVIII - Recife (Brasil) - 2011
- XXIX - Santiago (Chile) - 29 de septiembre al 4 de octubre de 2013
- XXX - San José (Costa Rica) - 2015
- XXXI - Montevideo (Uruguay) - 2017
- XXXII - Lima (Perú) 2019[2]

## Presidente ALAS
Presidente la ALAS han sido
- Alfredo Poviña (1951–1953 Argentina)
- Manuel Diegues Junior (1953-1959 Brasil)
- Isaac Ganon (1959-1969 Uruguay)
- Pablo González Casanova (1969-1971 México)
- Clodomiro Almeyda (1971-1974 Chile)
- Daniel Camacho (1974-1977 Costa Rica)
- Marco A. Gandásegui (1977-1979 Panamá)
- Denis Maldonado (1979-1981 Puerto Rico)
- Agustín Cueva (1981-1985 Ecuador)
- Teotônio dos Santos (1985-1988 Brasil)
- Geronimo de Sierra (1988-1991 Uruguay)
- Luis Suárez Salazar (1991-1993 Cuba)
- Heinz Sonntag (1993-1995 Venezuela)
- Raquel Sosa Elizaga (1995-1997 México)
- Emir Sader (1997-1999 Brasil)
- Eduardo Aquevedo Soto (1999-2001 Chile)
- Eduardo Vélasquez (2001-2003 Guatemala)
- Jordán Rosas Valdívia (2003-2005 Perú)
- José Vicente Tavares dos Santos (2005-2007 Brasil)
- Jaime Antonio Preciado (2007-2009 México)
- Alberto L. Bialakowsky (2009-2011 Argentina)
- Paulo Henrique Martins (2011-2013 Brasil)
- Marcelo Arnold (2013- Chile)
- Nora Garita Bonilla (2015-17 San José, Costa Rica)
- Ana Rivoir (2017-2019, Uruguay)
- Jaime Rodolfo Rios Burga (2019-2022 Lima, Perú)